# Xylocopa violacea

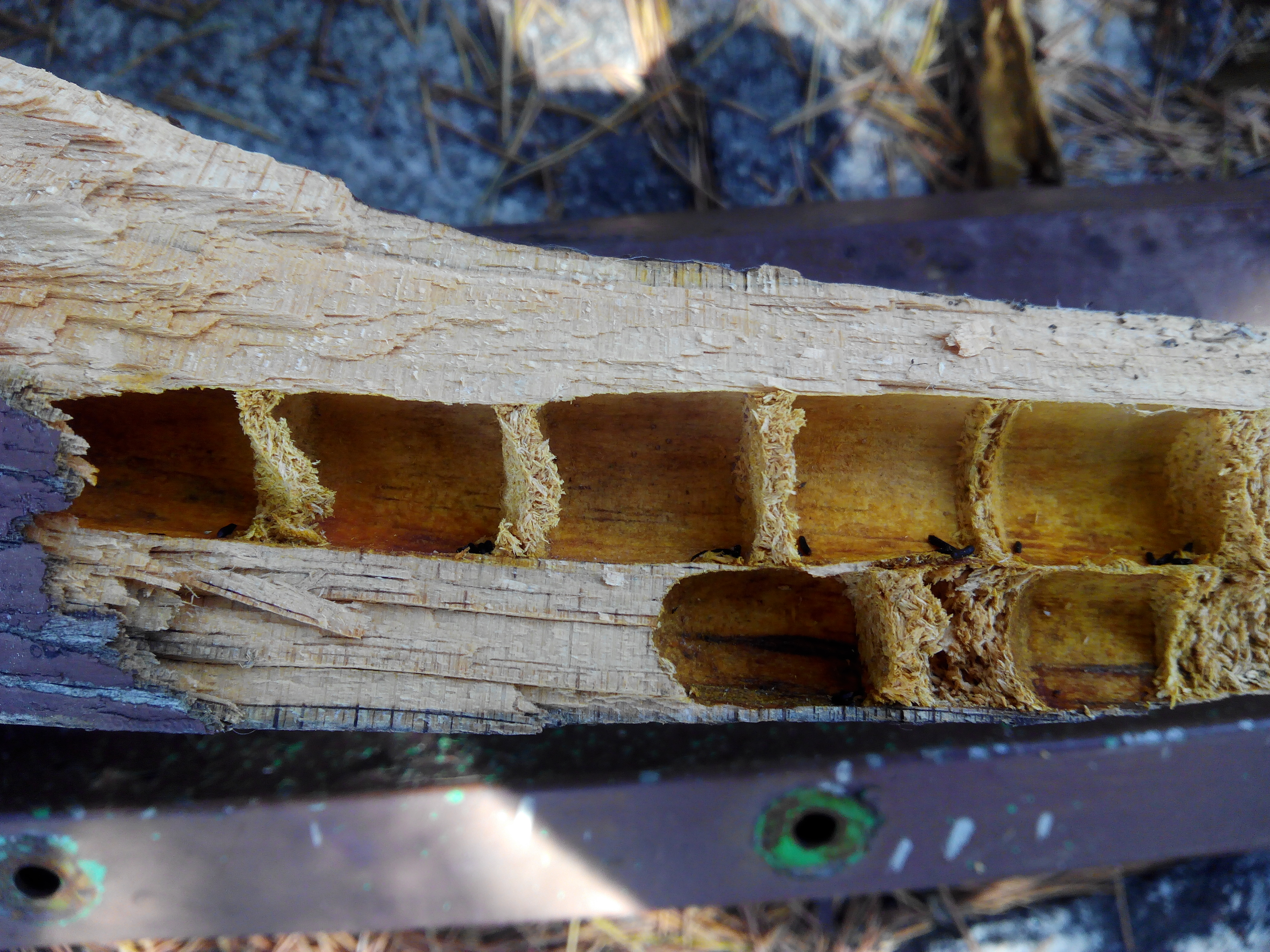
Nidos de Xylocopa violacea que realiza la hembra en una madera.

El abejorro carpintero europeo (Xylocopa violacea) es una especie de himenóptero apócrito de la familia Apidae. Es una abeja carpintera muy común en Europa central y meridional, incluyendo la península ibérica.

## Características
Es de gran tamaño, cuerpo peludo y color negro; las alas tienen reflejos azules y violeta característicos. Los machos tienen una envergadura alar máxima de 4cm y las hembras de 5cm y una longitud de 3 a 4cm. La hembra tiene aguijón pero no es agresiva.

## Comportamiento
Se alimenta de polen y néctar que recolecta visitando flores diversas, por lo que es un excelente polinizador. Construye nidos en la madera perforándola con sus mandíbulas, donde excava varias galerías paralelas que desembocan en una abertura única. En la primavera deposita una docena de huevos. Tras la eclosión, las larvas se alimentan de una mezcla de polen y néctar depositados por la hembra en el nido. Las larvas desarrolladas miden entre 2 y 3 cm de longitud. Los adultos emergen a fines del verano y pasan el invierno en el estadio adulto.
En la imagen de la derecha se puede observar uno de los nidos que realiza la hembra.

## Galería de imágenes
|                                                |
| X. violacea en Haut Verdon, Provenza, Francia. |

| |
| Abejas de X. violacea en apareamiento, con la intromisión de un segundo macho. Véase la diferencia de tamaños entre los individuos de ambos géneros. |

|                                          |
| X. violacea en la isla de Creta, Grecia. |

|                          |
| Cabeza, vista de arriba. |

|                          |
| Cabeza, vista de frente. |

|                                             |
| Individuo en la región de Vaunage, Francia. |

|                                                                                            |
| Video de un macho alimentándose de flores de Lantana sp. en San Vincenzo, Toscana, Italia. |